# Бокс, Чарльз Джеймс
Чарльз Джеймс Бокс-младший (англ. Charles James Box Jr.), известный как Си Джей Бокс (англ. C. J. Box) (род. 1958) — американский писатель, автор более тридцати романов.

## Биография
Родом из Вайоминга и в настоящее время живет в этом штате, вырос в городе Каспер. Образование получил в Денверском университете. Увлекается рыбалкой, игрой в гольф и активным отдыхом на свежем воздухе.

## Творчество
Является автором серии книг о егере Джо Пикетте (англ. Joe Pickett), а также нескольких отдельных романов и сборника рассказов. Написанные им книги переведены на 27 языков. Только в США было продано более десяти миллионов экземпляров его произведений. На основе рассказов о егере снимается телесериал «Джо Пикетт».